# سين شار إشكون
ملك أشوري حكم الأمبراطورية الآشورية في الفترة مابين (627-612 ق.م)، اشار اليه المؤرخ البابلي بيروسوس بأنه واحد من أواخر ملوك الإمبراطورية الآشورية، وخلفه آشور أوباليط الثاني.
خلف اباه آشوربانيبال في الحكم، وقد يكون شقيق خليفته في الحكم الملك الآشوري آشور أوباليط الثاني (612-605 ق.م) الذي انتهت به الدولة الآشورية. ولا يعرف سوى القليل عن الملك سين شار إشكون بسبب عدم وجود مصادر. ويبدو أنه اعتلى العرش حوالي 627 قبل الميلاد. بعد وفاة الملك القوي آشور بانيبال الذي ترك إمبراطورية واسعة، والتي بدأت بالانحلال بعد موته بسبب سلسلة الحروب الداخلية والصراعات المريرة على الحكم. وكان طريق سين شار إشكون إلى السلطة قد شابه العنف الشديد، والحرب الأهلية الداخلية، والاضطرابات داخل الإمبراطورية الآشورية التي أصابتها بالشلل.
وكان عليه أن يخلع أخيه سين شومو ليشير، الذي أغتصب السلطة من أخيه الأكبر وسلفه آشور إيتيل إيلاني. وخلال هذا الجو من الفوضى والارتباك، استطاعت العديد من المستعمرات والمقاطعات الآشورية تحرير نفسها بهدوء من الحكم الآشوري، مثل الكلدانيين والبابليين والميديين والفرس والسكيثيين، والكيميريين.

## آخر حملة على بابل
بعد هزيمة منافسيه على الحكم، واجه سين شار إشكون تهديدا أكبر من ذلك بكثير. حيث قامت بابل الدولة تابعة للإمبراطورية الآشورية منذ ثلاثة قرون، باستغلال فرصة الفوضى في آشور وبرز نبوبولاسر الذي لم يكن معروفاً قبل ذلك، كزعيماً للشعوب الكلدانية في جنوب شرق بلاد ما بين النهرين، وأعلن التمرد والعصيان على الحكم الاشوري 626 ق.م.
تسبب ذلك بحروب طويلة في قلب بلاد ما بين النهرين. حيث حاول نبوبولاسر الأستيلاء على نيبور، المركز الآشوري الرئيسي القوي في بابل، لكنه هزم فيما بعد بسبب وصول التعزيزات الآشورية. ومع ذلك تمكن نبوبولاسر من السيطرة على مركز مدينة بابل نفسها بمساعدة المواطنين البابليين، وتوج ملكاً على بابل سنة 625 ق.م.
تعثر سين شار إشكون بسبب الحرب الأهلية في آشور، ثم خسر المزيد من الأراضي قبل أن ينجح في استعادة السيطرة على أوروك في أقصى الجنوب سنة 624 ق.م، لكنه سرعان ما خسرها مرة أخرى. في 623 ق.م، قاد سين شار إشكون جيشا كبيرا إلى بلاد بابل لسحق التمرد الكلداني، ولكن حدث في حينها اندلاع تمرد كبير آخر في بلاد آشور. فأضطر العودة وأرسال الجيش لإغاثة الشمال مرة أخرى، ولكن ذلك الجيش الذي أرسله سرعان ما انضم إلى المتمردين المطالبين بالعرش، حتى كادت أن تسقط العاصمة نينوى دون أي مواجهة، ولكن في نهاية المطاف كان سين شار إشكون قادرا على قمع التمرد الذي حدث في الوطن الأم. ولكن الأهم من ذلك كان قد فقد وقتا ثمينا من أجل حل المشكلة البابلية مع نبوبولاسر الذي استفاد كثيرا من تلك الأوضاع في ترسيخ نفسه حكمه على بلاد بابل. وفي سنة 620 أو 619 ق.م نجح نبوبولاسر بالاستيلاء على نيبور فأصبح بذلك سيد بابل بلا منازع. ومع ذلك، ظل على مدى السنوات الأربع التالية يحاول الإطاحة بالجيوش الآشورية المتبقية في معاقل البابليين.

## الحرب في قلب الدولة الآشورية
في عام 616 ق.م، دخل نبوبولاسر في تحالف مع سياخريس ملك الميديين، الذي كان قد ايضاً أحد المستفيدين من الحروب الأهلية المتواصلة في آشور حيث نجح بتوحيد الشعوب الإيرانية من الميديين والفرس والبارثيين وتحريرهم من السيطرة الآشورية وتشكلهم في قوة قوية. ودخل هذا التحالف كذلك السكيثيين والكيميريين مما جعلهم يشعرون بالقوة الكفاية بحيث قاموا بنقل مركز العمليات نحو الشمال وشنوا هجوماً مدمرا ًعلى قلب الدولة الآشورية . وفي السنوات التي تلت ذلك تم محاصرة وتدمير كالح ونينوى بعد قتال مرير.
لم تذكر لنا السجلات البابلية مصير سين شار إشكون، بسبب تلف جزء الخاص بوقائع الحصار البابلي لمدينة نينوى. ولكن من المرجح أن يكون قد قتل أثناء الدفاع عن عاصمته خلال معركة نينوى (سنة 612 قبل الميلاد) من قبل البابليين والكلدانيين والميديين ة الفرس والسكيثيين.
على الرغم من خسارة الدولة الآشورية مدنها الرئيسية، الا انها حافظت على بقائها فترة من الزمن بعد أن نجح آخر ملوكها آشور أوباليط الثاني بشق طريقه والخروج من نينوى مع بقايا الجيش الآشوري والتمركز في مدينة حران التي صمدت حتى سنة 605 ق.م عندما نجحت قوات التحالف في تحقيق النصر النهائي في كركميش، ودخول حران والقضاء على آخر معقل للدولة الآشورية.